# Улица Егорова (Санкт-Петербург)
Улица Его́рова — улица в Адмиралтейском районе Санкт-Петербурга. Проходит от 1-й Красноармейской улицы до набережной Обводного канала.

## История названия
5 марта 1871 года переулку от 1-й до 4-й Красноармейской улиц присвоено наименование Тарасовский переулок или Тарасов переулок, происходило от домовладельцев (1-я Красноармейская улица, 3, 7—9) купцов С. А. и Н. А. Тарасовых.
1 апреля 1921 года переименована в улицу Егорова, в честь И. Е. Егорова, участника революционного движения в России, депутата Петроградского совета, участника Октябрьской революции и Гражданской войны.

## История
Первоначально переулок проходил от 1-й до 4-й Роты. 16 апреля 1887 года продлён до набережной Обводного канала.
В 1930—1960-х годах в створе улицы Егорова располагался полноценный автомобильно-пешеходный мост через Обводный канал, однако после постройки транспортного тоннеля под Московским проспектом мост был демонтирован.

## Примечательные здания и сооружения
- Дом № 16/9 — доходный дом (1910—1911, архитектор Н. П. Басин);
- дом № 17/15 — доходный дом (перестроен в 1903 году архитектором А. И. Зазерским);
- дом № 18, литера А — доходный дом Е. Н. Сухомлиной (П. И. Баранова). Здание было построено в 1825-м году по проекту архитектора Василия Осиповича Мочульского. В 1864 участок с постройками принадлежал Елизавете Николаевне Мягковой (в замужестве — Сухановой), для неё дом надстроили 4-м этажом по проекту архитектора Эдуарда Крюгера. В 1911—1912 для очередного владельца — генерал-адъютанта Петра Петровича Баранова дом был расширен и надстроен ещё на один этаж по проекту Сергея Гингера[2].
- Дом 23, литера Б — флигель доходного дома Устинова[3]. В 2020 году участок выкупила Группа ЛСР, запланировав после сноса существующего дома возвести на его месте жилой комплекс. По сведениям Росреестра, флигель датируется 1930-м годом, однако независимые эксперты и градозащитники отмечают многочисленные свидетельства того, что здание было построено в 1903—1904 годах[4]. В пользу этой версии свидетельствуют характерная для того времени планировка пятна застройки, лучковые перемычки окон второго и третьего этажей, а также ризалит[5]. Активисты подали в суд с требованием признать недействительным разрешение на снос, однако суд встал на сторону девелопера[6]. 16 октября при проведении демонтажных работ часть здания обрушилась прямо на рабочих, двое пострадавших были госпитализированы[7].